# Helloween
A Helloween egy német power metal együttes, ami az Ironfist és a Powerfool tagjaiból alakult az 1980-as évek elején. Az együttes egyike a német metal egykori úttörőinek, akik (más együttesekkel együtt) a heavy/speed/power metal megalkotásában vettek részt. Megalakulása óta számos más együttest inspirált, többek között az Edguy-t, a HammerFallt, a Celesty-t, a Crystal Eyes-t és a Highland Glory-t.

## Az együttes története
A Helloweent 1984-ben a következő felállásban alapították: Kai Hansen (ének/gitár), Michael Weikath (gitár), Markus Grosskopf (basszusgitár) és Ingo Schwichtenberg (dob). A zenekar még abban az évben szerződést kötött a Noise Records-szal és két számot készített a kiadó Death Metal című válogatáslemezére. Az egyik az "Oernst Of Life" című Weikath-szerzemény, a másik pedig a Hansen által írt "Metal Invaders" volt, ami az együttes első teljes albumán is szerepel egy gyorsabb verzióban.
A Helloween 1985-ben rögzítette első mini-LP-jét, ami az egyszerű Helloween nevet kapta. Az 5 számot tartalmazó minialbum sikeres volt, ezért még ebben az évben kiadhatták első nagylemezüket, a Walls of Jericho-t, ami hatalmas visszhangot váltott ki, a sebesség és a dallamok újfajta keveréke újradefiniálta a heavy metal-t. Az album turnéján azonban nyilvánvalóvá vált, hogy Kainak gondot okoz énekelni és gitározni is egyszerre. Új énekest kellett hát keresni, Kai a Helloween énekeseként ezért utoljára az 1986-os Judas című kislemezen szerepel.
Az első választás az énekesi posztra az egykori Tyran Pace frontember Ralf Scheepers volt, de aztán mégis a 18 éves Michael Kiske mellett döntöttek, aki akkor a hamburgi Ill Prophecy tagja volt. Már az új énekessel rögzítették Keeper of the Seven Keys Part 1 című lemezüket, ami 1987-ben jelent meg. Az új album a Helloweent az egyik legsikeresebb európai heavy metal együttessé tette.
1988-ban készült el a Keeper of the Seven Keys Part 2, ami a klasszikus felállás legismertebb albuma. Még a Keeper 1 sikereit is túl tudták szárnyalni, és úgy tűnt, minden nagyon jól alakul. Kai Hansen gitáros az európai Keeper 2 turné közben azonban váratlanul elhagyta a zenekart belső konfliktusokra, a lemeztársasággal kapcsolatos problémákra és a turné miatti kellemetlenségekre hivatkozva. Az új gitáros az ex-Rampage tag Roland Grapow lett, akivel az együttes be tudta fejezni a Keeper 2 turnéját.
1989-ben jelent meg a Live in the UK koncertalbum, ami az előző évi európai turnénak állít emléket. A Helloween és a Noise Records között közben teljesen elmérgesedett a viszony és a zenekar úgy döntött átszerződnek az EMI-hoz. A Noise ezt minden eszközzel próbálta megakadályozni és jogi útra terelték az ügyet, ami azt eredményezte, hogy a Helloween nem koncertezhetett és nem adhatott ki új anyagot egészen 1991-ig. Az ügy lezárása után adták ki a Pink Bubbles Go Ape című lemezt, ezzel cáfolva meg a feloszlásukról keringő pletykákat. Az album azonban tökéletes csőd volt mind anyagi, mind „minőségi” szempontból, ami újabb feszültséget szült a zenekaron belül. Az 1993-as pop-beütésű Chameleon) album még ennél is gyengébb lett, és a legelvakultabb rajongók idegeit is megtépázta. A lemezhez kapcsolódó turnén Ingo Schwichtenberg dobos személyes- ill. drogproblémái miatt teljesen összeomlott, ezért el kellett válnia a zenekartól. Az együttesen belüli viták tovább erősödtek, végül az énekes Michael Kiskének is távoznia kellett.
A Helloween 1994-ben a Pink Cream 69 korábbi énekesével, Andi Derisszel és a Kai Hansen új zenekarától, a Gamma Ray-től távozó Uli Kusch dobossal tért vissza. A korábbi Helloween-stílust feltámasztó Master of the Rings lemez igazán sikeres lett. 1995-ben Ingo Scwichtenberg öngyilkos lett, ami nagyon megrázta a Helloween tagjait. A neki emléket állító 1996-os The Time of the Oath album újra Európa egyik legelismertebb heavy metal zenekarává tette a Helloweent. A világkörüli turné után újabb koncertfelvétel, a High Live dupla album jelent meg.
1998-ban jött ki a Better Than Raw, az egyik legkeményebb Helloween album. 1999-ben Metal Jukebox néven feldolgozásalbumot adtak ki. A következő stúdióalbum, a The Dark Ride 2000-ben látta meg a napvilágot. Sokkal kísérletezőbb és sötétebb album volt, mint a korábbiak. A világkörüli turnét követően Uli Kusch és Roland Grapow kiszállt a zenekarból zenei nézeteltérések miatt, majd megalapították a Masterplant. A helyükre Sascha Gerstner (ex-Freedom Call, Neumond) gitáros és Mark Cross (ex-Metalium) dobos került. Utóbbi azonban épp a lemezfelvétel idején kapott mononucleosis-fertőzést, ami megtámadta az izmait és az idegeket, képtelen volt dobolni és emiatt távozni kényszerült. Helyére Stefan Schwarzmann, a Running Wild és az Accept egykori dobosa került.
A következő stúdióalbum Rabbit Don't Come Easy címmel jelent meg 2003-ban. Az újabb világkörüli turné 1989 után először ismét érintette az Egyesült Államokat is. Az album címe – mely egy régi angol kifejezésből "pulling the rabbit out of a hat" (magyarul "kirántja a nyulat a kalapból") származik – a lemezfelvétel viszontagságaira utal. Andi Deris énekes elmondása szerint a problémák halmozódásakor Markus Grosskopf kijelentette, hogy "ez a nyúl nem jön könnyen". Így lett ez az album címe. Az albumon két dalban még Mark Cross dobol, a többit Mikkey Dee (Motörhead) játszotta fel, kisegítő jelleggel. Az új gitáros, Sascha Gerstner fiatalos temperamentuma érezhetően jó hatással volt a zenekarra.

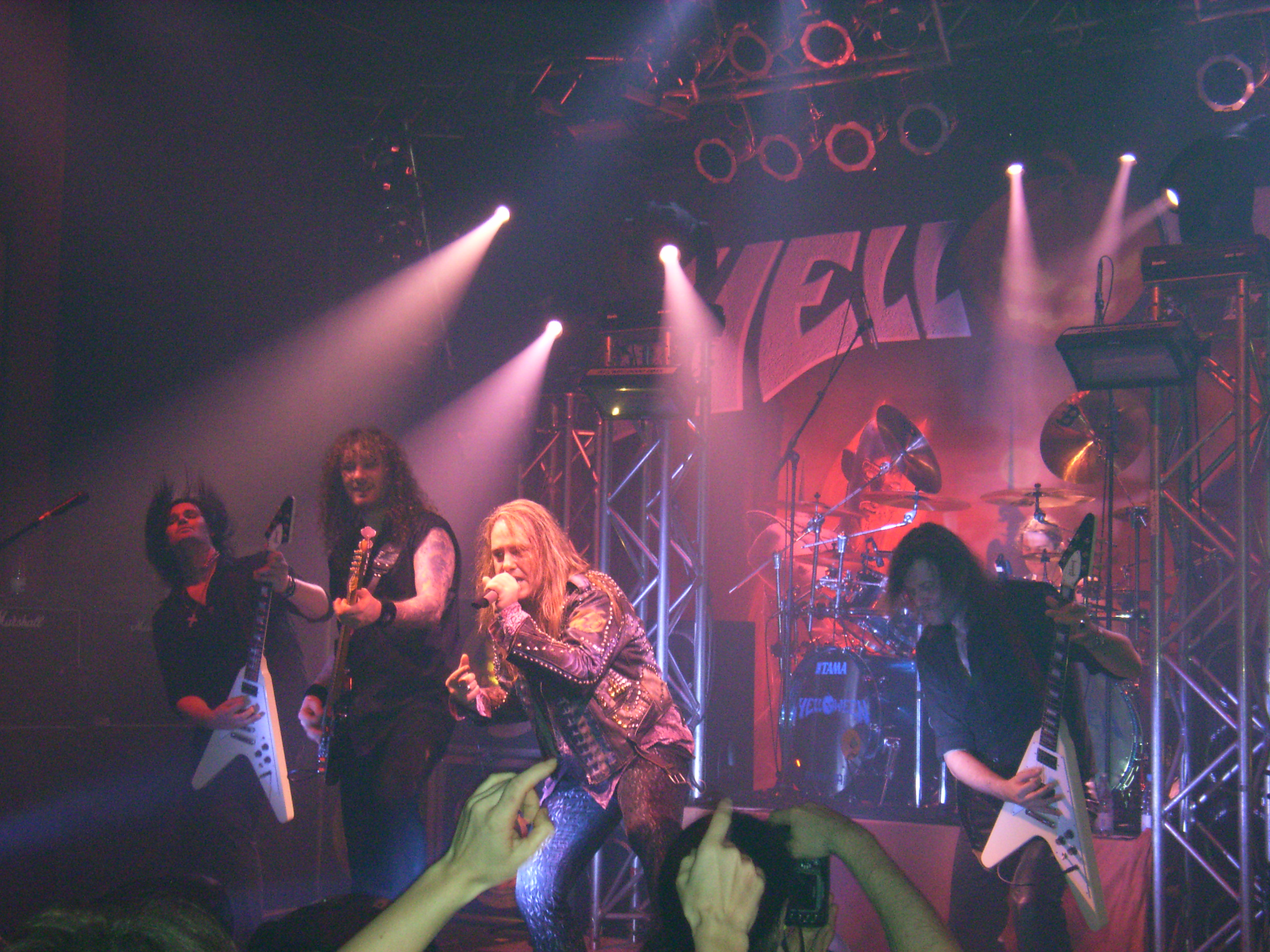
A Helloween nürnbergi koncertje 2006. január 18-án

2005-ben ismét változott a felállás, Stefan Schwarzmann hagyta el a csapatot zenei nézeteltérések és technikai hiányosságok miatt. Az új dobos Dani Loeble lett, aki korábban a német Rawhead Rexx zenekarban ütötte a bőröket. Még ebben az évben megjelent 17 év után a Keeper Of The Seven Keys sorozat harmadik része The Legacy címmel. A 2007 elején kiadott Keeper Of The Seven Keys - The Legacy World Tour 2005/2006 DVD-t Brazíliában, Japánban és Bulgáriában rögzített koncertfelvételekből állították össze. Ősszel új Helloween stúdióalbum jelent meg Gambling with the Devil címmel.
2010. október 31-én (Halloween napján) jelent meg következő, 7 Sinners című sorlemezük, ami talán az eddigi legkeményebb albumuk.
2012 júniusában az együttes újra stúdióba vonult, hogy rögzítsen egy új albumot, ami Straight Out of Hell címmel 2013. január 18-án jelent meg.
Az új album nem sokáig maradt a legújabb, hiszen 2014 októberében a zenekar megkezdte a munkálatokat egy újabbon, ami My God-Given Right címen 2015 májusában jelent meg.
2015 júniusában kiderült, hogy a tagok egy Hellbook-nak nevezett könyvön kezdtek dolgozni, ami egyfajta életrajz a Helloweenről, rengeteg képpel. A könyv 2015. október 31-én jelent meg, két kiadásban, egy egyszerűben, és egy limitáltban, ami különleges extra információkat és aláírásokat is tartalmaz (ebből a verzióból mindössze 777 példány létezik).
2016 novemberében az együttes bejelentette, hogy egy világ körüli turné erejéig visszatér a csapatba a társalapító Kai Hansen gitáros és Michael Kiske énekes. Az ezáltal hét főre bővülő Helloween Pumpkins United turnéja 2017. október 19-én indult Monterreyben. A turné magyarországi állomása 2018. július 25-én volt Székesfehérváron, a FEZEN Fesztiválon. A turnét egy koncertanyag (United Alive) örökítette meg, valamint új album írása követte, ami 2021-ben jelent meg, a banda első EP-jéhez hasonlóan, az együttes nevét viselve, mintegy keretet adva a történetnek,
2022-ben az együttes közös turnéra indult a HammerFallal, ami a United Forces Tour nevet kapta. Ennek keretében  a két együttes kétszer is tiszteletét tette Magyarországon: 2022 júniusában a Papp László Budapest Sportarénában, míg 2023 júliusában Székesfehérváron, (a Helloween immár harmadszor) a FEZEN Fesztiválon.

## Tagok

### Jelenlegi tagok
- Michael Kiske – ének (1987-1993, 2016-napjainkig)
- Andreas Deris – ének (1994-napjainkig)
- Michael Weikath – gitár, vokál (1984-napjainkig)
- Kai Hansen – ének (1984-1987, 2016-), gitár, vokál (1984-1988, 2016-napjainkig)
- Markus Grosskopf – basszusgitár, vokál (1984-napjainkig)
- Sascha Gerstner – gitár, vokál (2002-napjainkig)
- Dani Löble – dob (2005-napjainkig)

### Korábbi tagok
- Ingo Schwichtenberg – dob (1984-1993) † 1995
- Roland Grapow – gitár (1988-2001)
- Uli Kusch – dob (1994-2001)
- Mark Cross – dob (2001-2003)
- Stefan Schwarzmann – dob (2003-2005)

### Turnézenészek, közreműködők
- Ritchie Abdel Nabi – dobok (1993)
- Mikkey Dee – dobok (2003)
- Jörn Ellerbrock – billentyűs hangszerek (1988–2003)
- Matthias Ulmer – billentyűs hangszerek (2007-)
- Eddy Wrapiprou – billentyűs hangszerek (2010)

## Diszkográfia
Stúdióalbumok
- Helloween (EP, 1985)
- Walls of Jericho (1985)
- Keeper of the Seven Keys Part 1 (1987)
- Keeper of the Seven Keys Part 2 (1988)
- Pink Bubbles Go Ape (1991)
- Chameleon (1993)
- Master of the Rings (1994)
- The Time of the Oath (1996)
- Better Than Raw (1998)
- The Dark Ride (2000)
- Rabbit Don’t Come Easy (2003)
- Keeper of the Seven Keys – The Legacy (2005)
- Gambling with the Devil (2007)
- 7 Sinners (2010)
- Straight Out of Hell (2013)
- My God-Given Right (2015)
- Helloween (2021)
- Giants & Monsters (2025)

Koncertalbumok
- Live in the UK (1989)
- High Live (1996)
- Keeper Of The Seven Keys – The Legacy World Tour 2005/2006 – Live in Sao Paulo (2007)
- United Alive (2019)
- Live at Budokan (2024)

Válogatások
- The Best, The Rest, The Rare (1991)
- Metal Jukebox (1999) – feldolgozások gyűjteménye
- Treasure Chest (3CD Boxset, 2002)
- The Singles Box (1985-1992) (6CD Boxset, 2006)
- Unarmed – Best of 25th Anniversary (2009)
- Ride the Sky – The Very Best of the Noise Years 1985-1998 (2016)

Videók
- High Live (1996)
- Hellish Videos (2005)
- Keeper Of The Seven Keys – The Legacy World Tour 2005/2006 – Live on 3 Continents (2007)